# Fejzi Alizoti
Fejzi Alizoti (Gjirokastra, 22 de septiembre de 1874-Tirana, 13 de abril de 1945) fue un político y diplomático albanés.
Ejerció como primer ministro de Albania en funciones entre enero y marzo de 1914. Posteriormente ocupó cargos de responsabilidad bajo diferentes gobiernos y fue ministro de Finanzas en tres etapas: 1918-1920, 1927, y 1939-1940, esta última bajo la ocupación de Italia durante la Segunda Guerra Mundial. Las autoridades de la República Popular de Albania le condenaron a muerte en 1945.

## Biografía
Alizoti nació en el seno de una familia noble de Gjirokastra, entonces parte del Imperio otomano. Tras cursar sus estudios en Ioánina y en el gimnasio de Salónica, inició una amplia trayectoria en la administración imperial. Sus primeros destinos fueron Beirut y Homs; de ahí pasó en 1906 a emplazamientos albaneses como Korçë, Prizren y el valiato de Kosovo.
En el estallido de la revolución albanesa de 1912. las autoridades otomanas solicitaron que mediase ante los rebeldes de las regiones de Labëria y Tepelenë. En noviembre del mismo año, con Albania sumida en la Primera Guerra de los Balcanes, el dirigente nacionalista Ismail Qemali se puso en contacto con él para pedirle que se uniera a la Asamblea Nacional de Vlorë que haría la Declaración de Independencia de Albania. El diplomático no firmó el documento ni asistió a la asamblea, pero sí mostró su apoyo.
Cuando Qemali tuvo que dimitir en enero de 1914, la Comisión Internacional de Control designó a Alizoti primer ministro en funciones hasta el nombramiento de Turhan Përmeti dos meses después. Durante el principado de Guillermo de Wied ejerció cargos de responsabilidad, entre ellos el ministerio de Finanzas (1918-1920). También dio soporte al Congreso de Durrës, con un gobierno cercano a Italia que quedó enfrentado con el nacionalista Congreso de Lushnjë. No obstante, tuvo que huir del país por la situación política. En la Revolución de junio de 1924 apoyó a Ahmet Zogu, quien le necesitaba por sus buenas relaciones con los italianos. Alizoti volvió a ser ministro de Finanzas en 1927 y jugó un papel esencial para que la instauración de la monarquía en 1928 tuviese éxito.
Durante la ocupación italiana de Albania ejerció como ministro de Finanzas (1939-1940) en el gobierno de Shefqet Vërlaci y como editor del diario Fashizmi. Los italianos cedieron el poder en 1943 a las tropas alemanas, que también contaron con Alizoti para el Alto Comisionado de Kosovo y Dibra. Su colaboración con las potencias del Eje terminó cuando Albania fue liberada el 17 de noviembre de 1944 por la resistencia partisana. Días después se estableció un régimen comunista liderado por Enver Hoxha, la República Popular de Albania. Alizoti fue detenido, juzgado por un tribunal especial bajo las acusaciones de corrupción política y colaboracionismo, y condenado a muerte por fusilamiento el 13 de abril de 1945.